# Prager Beerdigungsbruderschaft

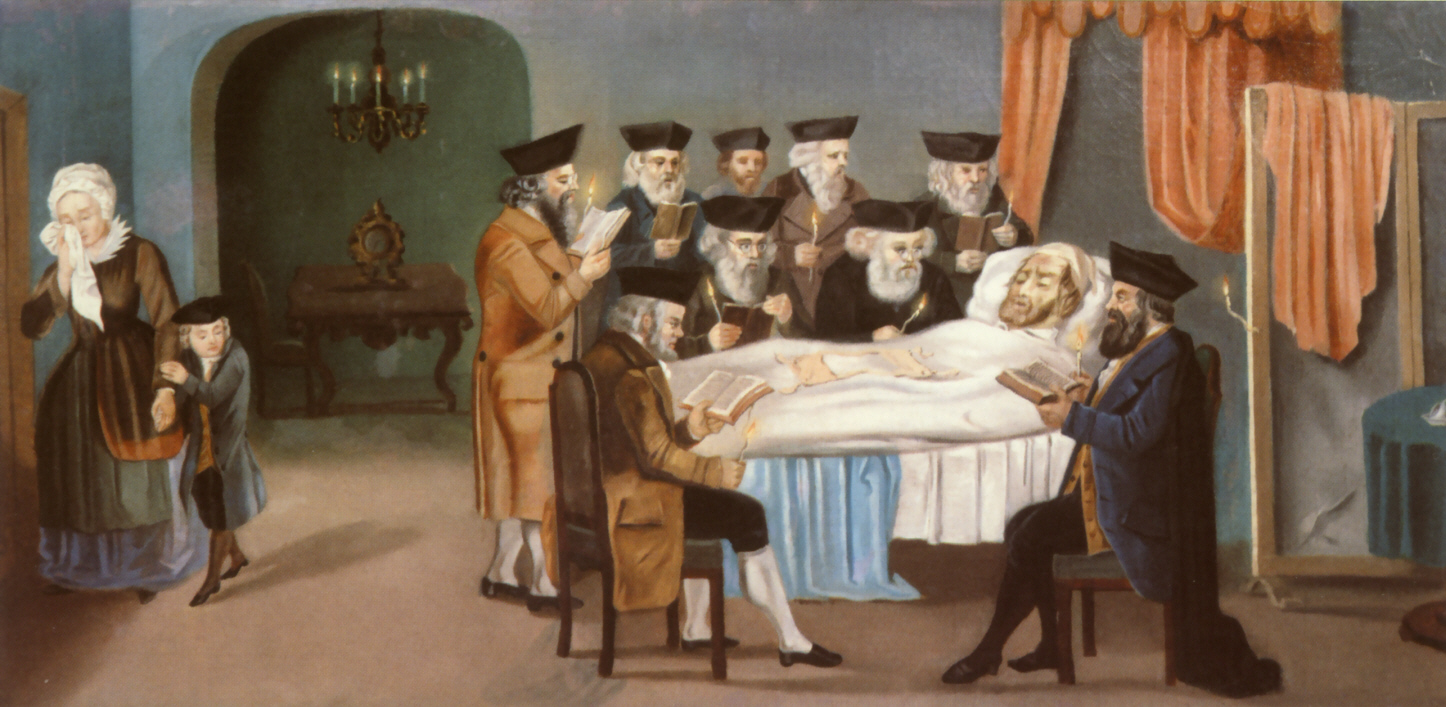
Mitglieder der Prager Beerdigungsbruderschaft beten bei einem Sterbenden

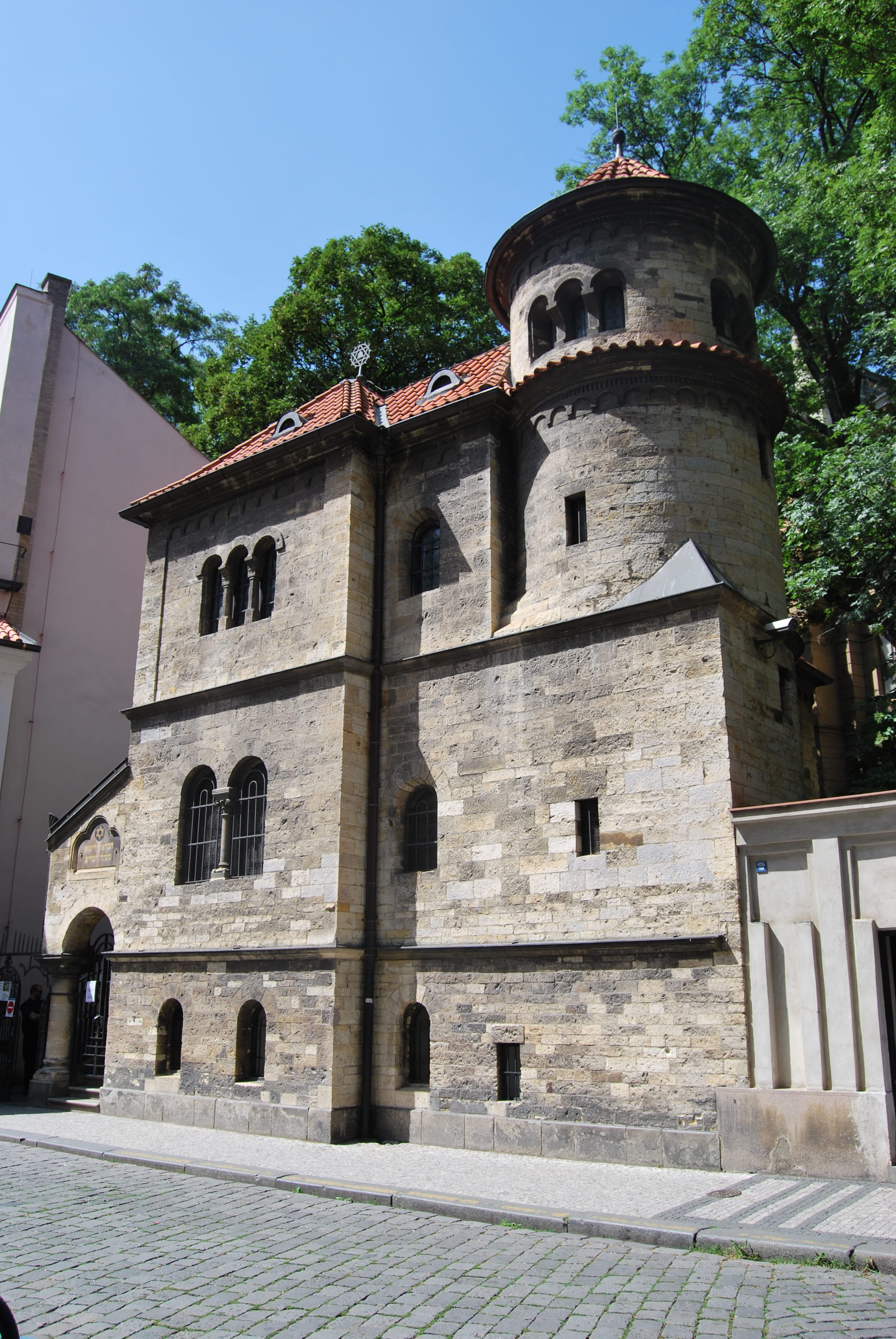
Taharahaus der Beerdigungsbruderschaft, links daneben die Klausen-Synagoge

Die Prager Beerdigungsbruderschaft, eigentlich Chewra kadischa de-gomle chasadim, wörtlich „Heilige Bruderschaft jener, die Taten der Barmherzigkeit vollbringen“, wurde im Jahr 1564 von der jüdischen Gemeinde  gegründet und war eine gemeinnützige Organisation der ehemaligen Prager Judenstadt (heute Stadtteil Josefov).
Ihren Sitz hatte sie beim bis heute erhaltenen Alten Jüdischen Friedhof. Im Jüdischen Museum – in der neuen Zeremonienhalle und den Räumen der ehemaligen Klausen-Synagoge – sind zahllose Kultgegenstände und Bilder aus der Zeit vom 16. bis 19. Jahrhundert ausgestellt. Darunter befindet sich auch der Bilderzyklus großformatiger Gemälde, wahrscheinlich aus dem Jahre 1772, der die Tätigkeit der Bruderschaft darstellt. Der Zyklus umfasste ursprünglich 15 Bilder und wurde im Auftrag des damaligen Vorstandes der Vereinigung hergestellt. Der Maler ist nicht mehr bekannt, sein Stil war spätbarock. Die Bilder sollten den Vereinsraum der Bruderschaft schmücken, in dem die Versammlungen und jährlichen Jubiläumbankette stattfanden. Der Bilderzyklus ist das erste Zeugnis des Vordringens von aufklärerischen und emanzipatorischen Ideen in die jüdische Gemeinde. Mit ihm sollte die soziale Rolle der Bruderschaft innerhalb der jüdischen Gemeinde betont werden. Außerdem handelt es sich dabei um das erste Bilddokument, in dem die Prager Judenstadt und ihre Bewohner festgehalten wurden, zugleich auch die Zeit der letzten Begräbnisse auf dem Alten Jüdischen Friedhof.
Die Prager Beerdigungsbruderschaft hatte wie jede Chewra Kadischa der damaligen Zeit die Aufgabe, in Krankheits- und Todesfällen innerhalb der Gemeinde aktiv zu werden. Die Mitglieder der Bruderschaft besuchten den Kranken, standen den Angehörigen bei, wuschen und kleideten den Verstorbenen, trugen ihn auf den Friedhof, hoben das Grab aus, bestatteten den Toten, sorgten für die Anwesenheit eines Minjan aus mindestens zehn männlichen Juden, und waren während der sieben Trauertage im Hause der Hinterbliebenen und zur Jahrzeit beim Kaddisch in der Synagoge anwesend. All diese Aufgaben wurden auf dem Bilderzyklus auch dargestellt.